# NGC 3787
NGC 3787 ist eine linsenförmige Galaxie vom Hubble-Typ S0 im Sternbild Löwe an der Ekliptik. Sie ist schätzungsweise 310 Millionen Lichtjahre von der Milchstraße entfernt und hat einen Durchmesser von etwa 40.000 Lj.
Im selben Himmelsareal befinden sich u. a. die Galaxien NGC 3805, NGC 3816, NGC 3821.
Das Objekt wurde am 10. Mai 1864 von dem deutsch-dänischen Astronomen Heinrich Ludwig d’Arrest entdeckt.